# Béatrice de La Boulaye
Pour les articles homonymes, voir La Boulaye (homonymie).
Béatrice de la Boulaye, née Béatrice du Buisson de La Boulaye  le 25 mars 1981 à Fontenay-le-Comte, est une comédienne, dramaturge et metteure en scène française.
Fondatrice d'une troupe appelée des Airnadette, elle joue dans des séries télévisées comme Les Revenants ou Tropiques criminels, au cinéma dans Le Larbin, sur les planches avec le collectif La Bouée et prête sa voix au personnage animé Lou de la série du même nom.

## Biographie

### Famille et formation
Béatrice Bérangère Eugénie Georgette du Buisson de La Boulaye naît le 25 mars 1981 à Fontenay-le-Comte du mariage d'Antoine de La Boulaye, peintre et sculpteur, et de Jenny Cazalis de Fondouce.
Elle étudie la littérature à Poitiers en hypokhâgne, khâgne puis s'inscrit en licence d'études théâtrales à l'université Sorbonne-Nouvelle où elle obtient une double licence anglais-théâtre, et part faire sa maîtrise de théâtre au Trinity College de Dublin en 2001,,.
Elle épouse Guillaume de Tonquédec, rencontré avec la troupe Airnadette, et cousin de l'acteur Guillaume de Tonquédec. Le couple a une fille, prénommée Nina.

### Rôles à la télévision
Elle débute en 2004 dans KD2A,, l’émission jeunesse de France 2, où elle incarne Anne-Sophie Mansard jusqu’à 2007.
Elle joue dans des téléfilms (Paris, enquêtes criminelles, Léo Mattéï, Brigade des mineurs, Les Revenants) et des publicités (PMU, Volkswagen, Contrex…).
Elle tient le rôle de la capitaine Gaëlle Crivelli, l’un des deux rôles principaux aux côtés de Sonia Rolland, dans Tropiques criminels .

### L'aventure Airnadette
En 2008, elle cofonde Airnadette, un groupe de performeurs rock’n roll qui rend hommage à la culture pop dans des spectacles déjantés. Depuis, Airnadette enflamme les plus grandes scènes de théâtres et de festivals du monde entier, de la France au Canada, en passant par l’Espagne, les États-Unis, l’Angleterre, le Danemark... La troupe se produit aussi bien aux championnats du monde d'air guitare qu'aux festivals d'Avignon ou Juste pour Rire de Montréal.
En 2017, elle coécrit et joue dans Airnadette, le pire contre-attaque,.
Elle cosigne le film Airnadette, dans lequel elle jouera son rôle depuis 12 ans au sein du groupe : Scotch Brit.

### Mise en scène au théâtre
En 2006, elle monte le collectif La Bouée pour mettre en scène plusieurs spectacles :
- Fin de partie, de Samuel Beckett, théâtre de Nesle et en tournée ;
- L'Écume des jours, d'après Boris Vian[15],[16], Scène nationale de Niort, Théâtre Déjazet, théâtre de Belleville et en tournée ;
- Rien ne se perd[17],[18], Studio Hébertot, Grand Point Virgule et en tournée ;
- La Fabrique à kifs[19], Théâtre de l'Atelier, Théâtre de l'Œuvre et en tournée ;
- Dom Juan les Pins, pour Comédie +.

Elle joue également le rôle de Victoria Flanagan, alias Silvia, dans Les Feux de l'amour et du hasard de Presque Marivaux par La Comédie Presque Française, pièce jouée au Palace depuis octobre 2018.

## Doublage
- 2009 : Lou ! : Lou
- 2009 : Les Mystères d'Eastwick : Penny Higgins (Sara Rue)
- 2010-2015 : Louie : Sarah Silverman
- 2011 : Ronal le barbare (Zandra la guerrière)
- 2012 : Dr House saison 8 : Dr Chi Park (Charlyne Yi)
- 2012 : Martine : Simon

## Filmographie

### Cinéma
- 2017 : Les Ex de Maurice Barthélémy
- 2021 : Zaï zaï zaï zaï de François Desagnat
- 2024 : Le Larbin de Alexandre Charlot et Franck Magnier

### Télévision
- 2008 : Paris enquêtes criminelles, épisode Un crime d'amour
- 2011 : United States of Airnadette, documentaire, réalisation : Stéphane Jobert  (Airnadette Corp Production) Canal +
- 2016 : Air Guitar World Championships by Airnadette, documentaire (Airnadette Corp Production) Canal +
- 2015 : Les Revenants, série
- Depuis 2019 : Tropiques criminels, série : Gaëlle Crivelli
- 2022 : Marianne (mini-série) d'Alexandre Charlot, Franck Magnier et Myriam Vinocour, épisode 2
- 2022 : Meurtres à Font-Romeu de Marion Lallier : Julie Delpech
- 2024 : Face à face, épisode La revenante (S2E5), de Jean-Christophe Delpias : Alexandra Windler

## Théâtre

### Actrice
- 2002 : Les Monologues du vagin de Eve Ensler, Dublin
- 2003 : Pas moi de Samuel Beckett, Dublin
- 2007 : Pendaison ou crémaillère ? de Stéfan Cuvelier, mise en scène Olivier Sabin, Théâtre du Petit Gymnase
- 2008-2011 : Airnadette shows - rôle de Scotch Brit - France, Suisse, États-Unis
- 2011-2016 : Airnadette, La Comédie Musiculte - mise en scène : Pierre-François Martin-Laval - rôle de Scotch Brit - Divan du Monde, Olympia, Théâtre Marigny, Théâtre du Rond-Point, Le Trianon, L'Européen, Paléo Festival, Solidays, Tournée France
- 2013-2016 : Airnadette, We Will Dub You - rôle de Scotch Brit - Udderbelly Festival, Edinburg Fringe Festival, Just for Laugh Festival, Tournée Europe
- Depuis 2017 : Airnadette, Le Pire Contre Attaque - Chorégraphie : Julien Derouault et Anouk Viale - rôle de Scotch Brit - L’Aéronef (Lille), Le Trianon, L’Alhambra, Tournée France
- 2018 : Les feux de l'amour et du hasard, mise en scène Célia Pilastre et Crystal Shepherd-Cross, Le Palace

### Mise en scène
- 2003-2006 : Fin de partie, de Samuel Beckett. Théâtre de Nesle - Tournée France
- 2008 : L’Écume des jours de Boris Vian, Théâtre Déjazet
- 2014 : Rien ne se perd, texte collectif, Théâtre du Petit Hébertot
- 2018 : La Fabrique à kifs d'Isabelle Pailleau, Audrey Akoun et Florence Servan-Schreiber, Théâtre de l'Œuvre
- 2016 : Dom Juan Les Pins, de Presque Molière, avec Matthias Van Khache, Soraya Garlenq, Diana Laszlo, Moche Pitt, Gunther Love, Château Brutal, Jean-Françoise, Philippe Risotto… (de La Comédie Presque Française). Théâtre de Courbevoie. Comédie +

### Auteure
- 2016 : Happy Birthday d’Audrey Akoun, Béatrice de La Boulaye, Isabelle Pailleau et Florence Servan-Schreiber, mise en scène Thomas Le Douarec, Vingtième Théâtre